# Quasar

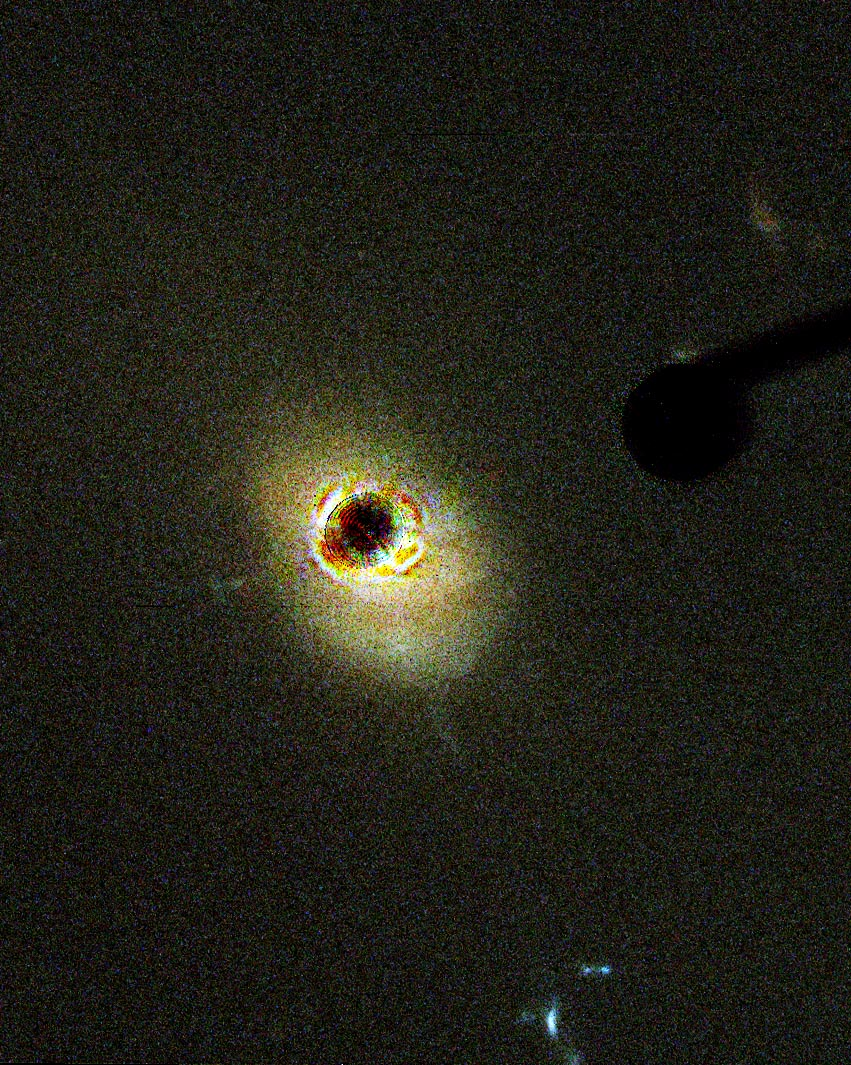
Quasarul 3C 273 fotografiat de Telescopul spațial Hubble

Un quasar este un nucleu galactic activ (galaxie activă) îndepărtat, care emite enorme cantități de energie. Quasarii au fost identificați inițial ca surse cvasi-punctiforme de radiație electromagnetică (incluzând unde radio și lumină vizibilă), asemănătoare prin aceasta stelelor, mai curând decât galaxiilor, care sunt surse extinse. Astfel se explică numele de quasar, o contracție a denumirii în limba engleză quasi-stellar radio source (sursă radio cvasi-stelară). Natura acestor obiecte a fost inițial controversată, rămânând astfel până în anii 1980. Astăzi există un consens științific în această privință: un quasar este o regiune compactă, cu rază de 10 până la 10.000 de ori raza Schwarzschild a găurii negre supermasive din galaxie, alimentată prin discul de creștere.

## Informații generale

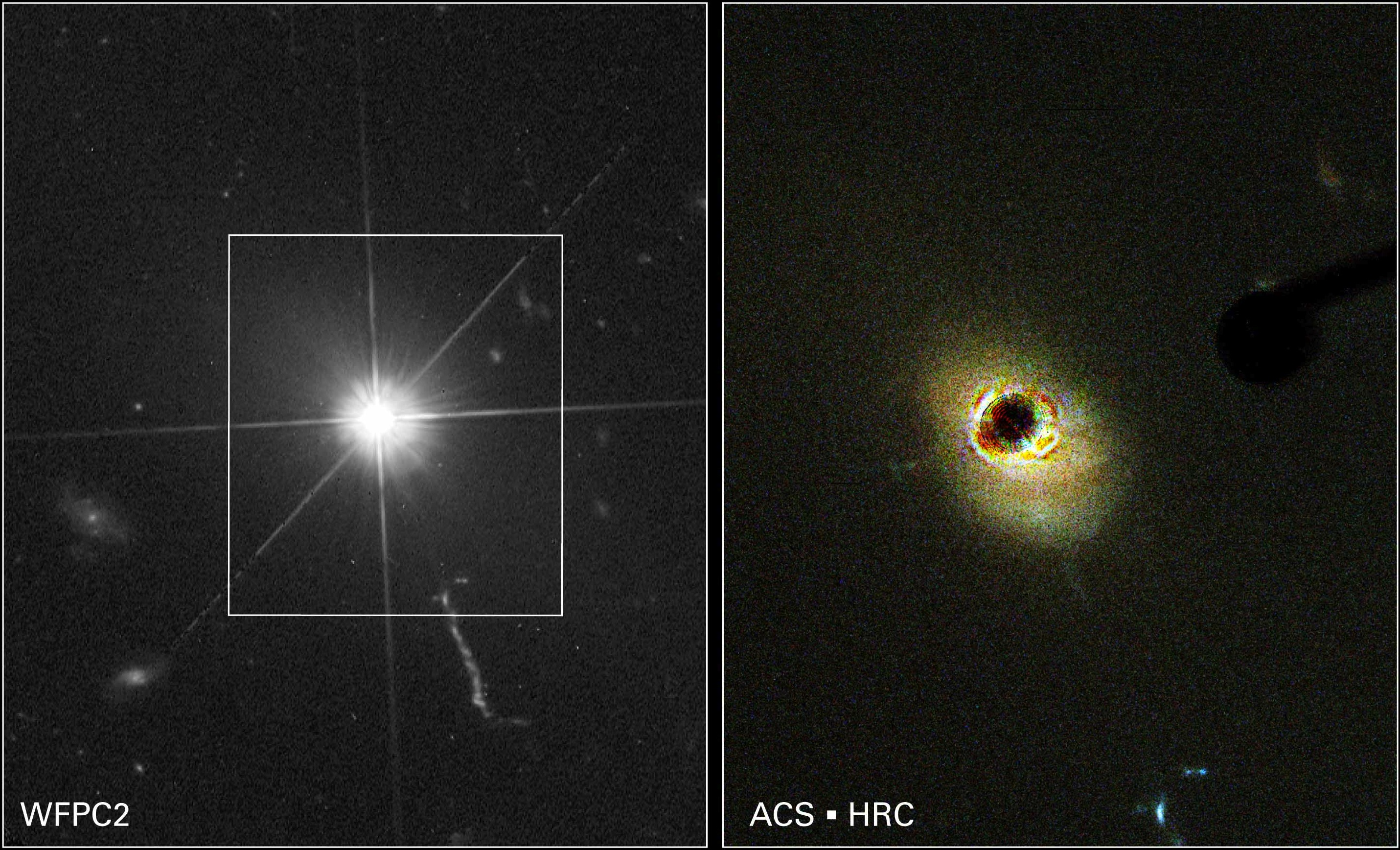
Nucleu de quasar fotografiat de Telescopul spațial Hubble.

Quasarii arată o deplasare spre roșu foarte mare, efect al dilatației metrice a spațiului cosmic dintre quasar și Pământ.  Cand deplasarea spre roșu a quasarilor este observată după  Legea lui Hubble, se deduce că quasarii sunt obiecte aflate la foarte mare îndepărtare. Quasarii locuiesc chiar în centrul galaxiilor tinere, active și sunt printre cele mai luminoase, puternice și energetice obiecte din univers. Quasarii emit până la o mie de ori mai multă energie decât Calea Lactee, galaxie care conține între 200 și 400 de miliarde de stele. Această radiație este emisă în spectrul electromagnetic, aproape uniform, de la raze X la raze infraroșu îndepărtat. Radiația atinge vârful în benzile de ultraviolete optice. Unii quasari sunt, de asemenea, surse puternice de emisie a undelor radio și  radiației gamma.

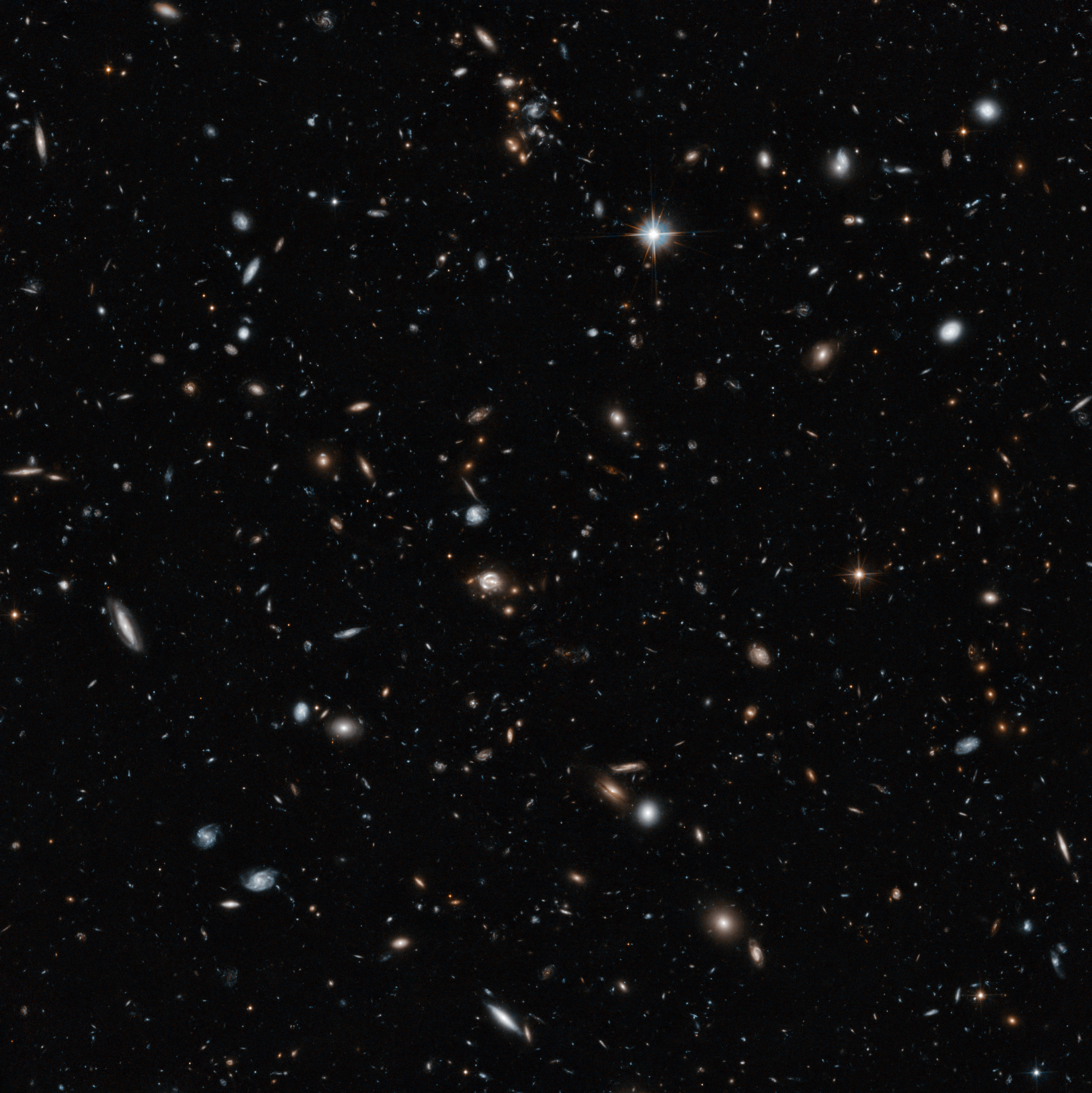
Quasarul QSO-160913+653228 este atât departe încât durează 9 miliarde de ani pentru ca lumina reflectată de el să atingă Pământul, adică două treimi din timpul care a trecut de la Big Bang.

## Proprietăți
Quasarii sunt prin excelență obiecte cosmice foarte îndepărtate. Cel mai apropiat quasar (din cei peste 120.000 recenzați până acum se află la o distanță de 240 megaparseci, (~ 780 milioane de ani lumină), iar cel mai îndepărtat (numit CFHQS J2329-0301, cu un decalaj spectral de 6,3) la aproape 13 miliarde de ani lumină. Dacă se ia în considerare că Universul s-a născut în urmă aproximativ 13,7 miliarde de ani, înseamnă că lumina acestui ultim quasar a fost emisă când Universul avea mai puțin de 1 miliard de ani. Astronomii din echipa franco-canadiană care a descoperit acest quasar estimează că masa totală a găurii negre din centrul său atinge cam 500 de milioane de mase solare.
Cel mai luminos quasar observat vreodată (botezat 3C 273 și aflat în constelația Virgo) are o magnitudine aparenta de circa 12,9, însă o magnitudine absoluta de –26,7. Asta înseamnă că dacă acest obiect celest ar fi la o distanță de aproximativ 33 de ani lumină de Terra, ar lumina la fel de intens precum Soarele.